# Джаве
Джа̀ве (на италиански: Giave; на сардински: Tzave, Цаве) е село и община в Южна Италия, провинция Сасари, автономен регион и остров Сардиния. Разположено е на 592 m надморска височина. Населението на общината е 603 души (към 2010 г.).